# Sentimiento

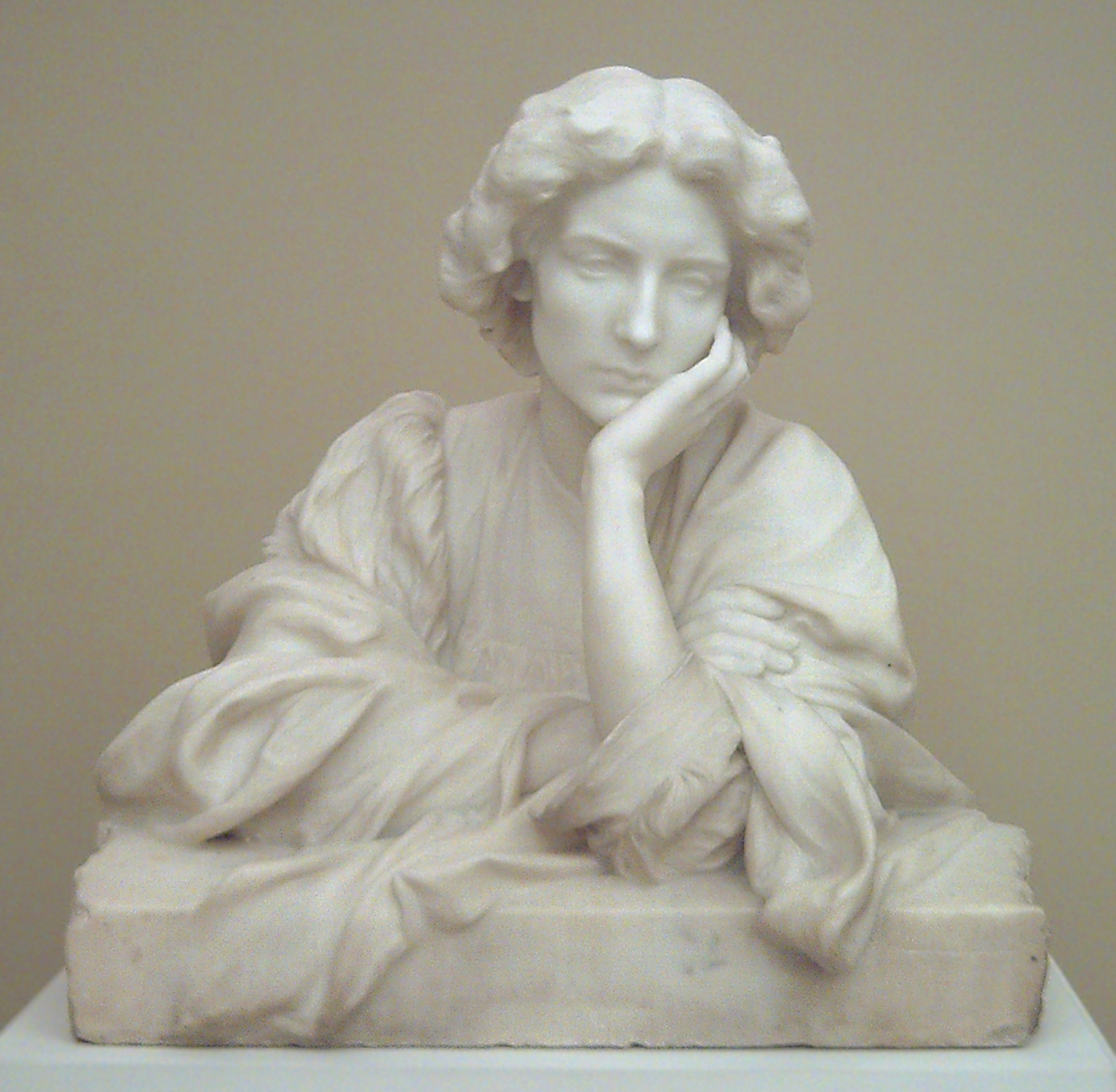
Sensitiva (M. Blay, 1910).

Sentimiento se refiere tanto a un estado de ánimo como también a una emoción conceptualizada que determina el estado de ánimo. Por tanto, el estado del sujeto caracterizado por la impresión afectiva que le causa determinada persona, animal, cosa, recuerdo o situación en general. En ciencia cognitiva se ha comprobado que el funcionamiento que se considera normal, del cerebro cambia según el estado de ánimo subyacente y que, en ocasiones, incluso las decisiones racionales de las personas pueden verse notoriamente afectadas por los sentimientos. Los sentimientos son el resultado de las emociones, y pueden ser verbalizadas (palabras). Las emociones son expresiones neurofisiológicas, del sistema nervioso y de estados mentales.

## Introducción
Los sentimientos son resultado de las emociones. Esta respuesta está mediada por neurotransmisores como la dopamina, la noradrenalina y la serotonina. Forma parte de la dinámica cerebral del ser humano y de los demás animales, capacitándolos para reaccionar a los eventos de la vida diaria; al drenarse una sustancia producida en el cerebro hay muchas emociones.[cita requerida]

### Psicodinámica
La psicodinámica se refiere a la sucesión de procesos mentales que experimenta una persona. Esta psicodinámica está impulsada por pulsaciones psicológicas y fisiológicas y se ve influida naturalmente tanto por acontecimientos externos o estímulos como por estados de ánimo internos.
Se denomina estímulo emotivo a cualquier situación externa o estímulo capaz de alterar el estado de ánimo de una persona. Los estímulos emotivos, adecuadamente sostenidos en el tiempo, pueden hacer nacer el sentimiento de, por ejemplo, amor romántico, que no es más que la expresión del sistema límbico por continuar viéndose sometido a las cargas emocionales necesarias que equilibran y liberan de ciertos rasgos no preferentes del estado anímico, y que por reacción hace creer que encamina a un estado de flujo que permitirá sostener el estado felicidad.
Así, la mente establece el objetivo y los hechos fomentan o contrarrestan su consecución y preservación. La variación del estado preferente que hace la mente del objetivo, induce en ella como principio la emoción que podría desencadenar un sentimiento que la motiva a actuar.
Los sentimientos están regidos por las leyes que gobiernan el funcionamiento energético del cerebro. Inhibir por preferencia del ego un sentimiento equivale a fomentar un anhelo, postergar un anhelo fomenta una frustración o una vehemencia. Los sentimientos necesitan de una razón o cauce para lograr un estado de satisfacción y equilibrio.

### Memoria y motivación
Los sentimientos asociados a estados de ánimos actúan como condicionantes de algunos procesos mentales y, por tanto, pueden actuar como factores que alteran la psicodinámica. Es un hecho conocido que la intensidad de los recuerdos puede verse influida fuertemente por el estado de ánimo. En particular, muchas situaciones traumáticas y recuerdos preciados inducen estados de ánimo muy específicos que hacen que los recuerdos creados bajo dicho estado de ánimo sean especialmente intensos y perdurables.
Las personas deprimidas pueden llegar a tener percepciones de sí mismas y de la realidad muy ajustadas. Mientras que muchas personas no deprimidas con un estado de ánimo más positivo frecuentemente tienden a ser optimistas y a minimizar dificultades reales. Se considera que en algunos casos el "realismo excesivo" de las personas deprimidas les dificulta emprender acciones con entusiasmo y confianza, a diferencia de las personas "engañosamente optimistas".

## Tipología psicológica
En función del temperamento y la personalidad, unas personas son más proclives a mantener más tiempo un tipo de sentimiento que en otros. En función de esas tendencias algunos psicólogos de la personalidad han propuesto clasificaciones de la personalidad en términos de esas tendencias en la dinámica de los sentimientos.
El psicólogo Carl Jung en su libro Tipos psicológicos propuso la existencia de cuatro funciones principales en la consciencia entre las cuales se encuentra la función sentimiento. Las tres funciones restantes son la sensación, la intuición y el pensamiento. Estas cuatro funciones son modificadas por dos actitudes principales: introversión y extraversión. A partir de esta teoría se desarrolló el  Indicador Myers-Briggs que cuenta con 16 combinaciones tipológicas (8 tipos más que en la tipología junguiana clásica) de las cuales cuatro son del tipo sentimiento:
- INFP: introvertido, intuitivo, sentimiento, perceptivo
- ISFP: introvertido, sensitivo, sentimiento, perceptivo
- ENFJ: extrovertido, intuitivo, sentimiento, calificador
- ESFJ: extrovertido, sensitivo, sentimiento, calificador

Los dos primeros pertenecen al sentimiento introvertido con orientación intuitiva y sensitiva respectivamente, y los dos últimos al sentimiento extrovertido con orientación intuitiva y sensitiva, también respectivamente.